# Hyper Hyper
A Hyper Hyper a német Scooter együttes első saját készítésű kislemeze, egyben az egyik legnagyobb sikere. A kislemez első kiadása ötvenezer példányban fogyott, majd a pár héttel később megjelent második kiadásból már csaknem hétszázezer darab kelt el.

## Története
A "Vallée De Larmes" annak ellenére lett siker, hogy tulajdonképpen egy száz százalékos feldolgozásról volt szó. Látván ezt, egy akkoriban közismert hamburgi rendezvényszervező, Michael Ammer felkérte a Scootert, hogy szerepeljenek egy alkalom erejéig élőben is. Ez komoly feladatnak tűnt, hiszen a zenekar nem együttes volt, hanem csak egy remixcsapat, és H.P. Baxxter is megfogadta, hogy a Celebrate the Nun sikertelenségét követően nem áll többé színpadra. Végül mégis sikerült őket meggyőzni. A Palladiumban került sor az első fellépésre, 1994 kora tavaszán, ahol a kislemez két száma (Vallée de Larmes, Cosmos) mellett szükség volt egy harmadik számra is. A rendezvényre össze is dobtak egy instrumentális alapot, egyelőre cím nélkül. H.P. megjegyezte, hogy ő világéletében énekes volt, és nagyon hülyén mutatna ő is a szintetizátorok mögött, ezért kölcsönkért egy mikrofont, hogy az általa akkoriban nagyon kedvelt MC-k mintájára végigszövegelhesse a műsort. Ezt tette az új szerzeményre is, amelyben jórészt az Ultra-Sonic nevű skót formáció "Annihilating Rhytm" című számának szövegét adta elő, szabadon átértelmezett formában. Innen származott a "Hyper Hyper" kifejezés is. A számnak akkora sikere volt, hogy a csapat kissé értetlenkedve is fogadta, hiszen eredetileg nem erre szánták és nem erre számítottak, de aztán úgy döntöttek, felveszik, és kiadják kislemezen is. H.P. és Jens Thele, akik ekkoriban az Edel Recordsnál dolgoztak, rögtön ajánlatot kaptak a kiadásra, amit csak azzal a feltétellel fogadtak el, ha ugyan nem lesznek többé telefonos értékesítők, de egy ideig még fizetett alkalmazottak maradnak – tartván attól, hogy a siker egyszeri és megismételhetetlen lesz.
A dalszöveg részét képezi harminc lemezlovas is, akik a 90-es évek közepén kifejezetten népszerűek voltak Németországban. Ők név szerint a következőek voltak: Westbam, Marusha, Steve Mason, The Mystic Man, DJ Dick, Carl Cox, The Hooligan, Cosmic, Kid Paul, Dag, Mijk Van Dijk, Jens Lissat, Lenny D, Sven Väth, Mark Spoon, Marco Zaffarano, DJ Hell, Paul Elstak, Mate Galic, Roland Casper, Sylvie, Miss Djax, Jens Mahlstedt, Tanith, Laurent Garnier, Special, Pascal F.E.O.S., Gary D, Scotty, és Gizmo. Ezek az előadók túlnyomórészt az akkoriban a techno-szcénában uralkodó Low Spirit kiadó előadói voltak, akik közül sokan nem lelkesedtek azért, hogy egy ilyen, általuk kommersznek tartott számban szerepelnek. Maga Westbam is egy kritikai hangvételű cikket írt a Frontpage című techno-lapba, ahol a "Hyper Hyper"-t mint a világ legrosszabb számát emlegette. A szakmabeliek ellenérzése akkor érte el a csúcspontját, amikor az 1994-es müncheni Warner/Chappell kiadói karácsonyi fogadás idején valaki egy üveg bort akart H.P. fejéhez vágni, de nem járt sikerrel – viszont a rendezvény botrányba fulladt.
A dalhoz készült videoklipet egy klubban vették fel Észak-Németországban, ahol egy igencsak szűkös színpadon álltak fenn. Ferris elmondása szerint dekorációként használt életnagyságú fából faragott disznók foglalták el a legtöbb helyet, amelyeket a klipforgatás előtt el kellett tüntetniük.

## Számok listája
Itt kizárólag az eredetileg Németországban megjelent kiadványok szerepelnek, mivel ezek jutottak el Magyarországra is.
Első kiadás
1. Hyper Hyper – 05:10
2. Unity Without Words Part 1. – 06:02
3. Rhapsody In E – 6:10

Bakelitlemezen megjelent változata ugyanezeket tartalmazza. Ez a kislemez kétféle színvariánsban jelent meg. A legelső verzió, mely a legritkább az összes közül, még a "Vallée De Larmes" borítójára hasonlított leginkább, fehér alapon ciánkék betűkkel írt felirattal. A második kiadás dizájnja ugyanilyen volt, azonban a borító alapszíne zöldessárga lett, piros-fehér-kék betűkkel, a "Rhapsody In E" pedig hibásan, "Rapsody In E" néven szerepel rajta.
Második kiadás
1. Hyper Hyper (Fasterharderscooter változat) – 05:15
2. Hyper Hyper (On A Spanish Fly Tip) – 05:12
3. Original Version – 05:13
4. Video Edit – 03:37
5. Rhapsody In E – 06:08

A bakelitkiadás a Video Edit kivételével tartalmazza az összes számot.
A "Rhapsody In E" felkerült a 2019-ben megjelent "Trance Nation: The 90s" című válogatásra.

## Paródiák
Macho "Weiber Weiber" címmel készített egy, az eredetivel szinte azonos változatot, német nyelvre fordítva. "Aldi Aldi" címmel az Aldi áruházlánc reklámjaként parodizálták ki a számot. Magyarországon a Méhek "Hiper Hiper" című dala utal a Scooterre, de úgy általában véve a technozenéből csinálnak viccet.

## Más változatok
Az ...And The Beat Goes On! 2013-as újrakiadásán helyet kapott a Prezioso Mix 2 címre hallgató változat. Modeselektor és Otto von Schirach a 2009-es Hands On Scooterre készített egy saját változatot a dalból. 2016-ban a Freakwave Metal Cover elkészítette a dal metál verzióját.
2004-ben a hamburgi 10 éves jubileumi koncerten a Hyper Hyper már felújított változatban hangzott el, a 2000-es éveknek megfelelő módon feldolgozva, s azóta is így játsszák. A dalszöveg változatlan, leszámítva, hogy a fent említett koncerten az utolsó két DJ nevét felcserélték Tiestóra és a Starsplashre. 2012-ben egy kicsit megint változtattak rajta, az elejére betoldották az Energy 52-féle Café del Mart, a végére pedig a Move Your Ass! hardstyle-verziója került.
2004-ben a Shake That! kislemez limitált kiadására felkerült a dal Special Live version változata.
2023-ban Giuseppe Ottaviani olasz producer elkészítette a dal trance feldolgozását, ami végül leváltotta az eredeti verziót és a 2023-as budapesti fellépésük óta a koncertrepertoár része.